# Reisealbum des Pfalzgrafen Ottheinrich

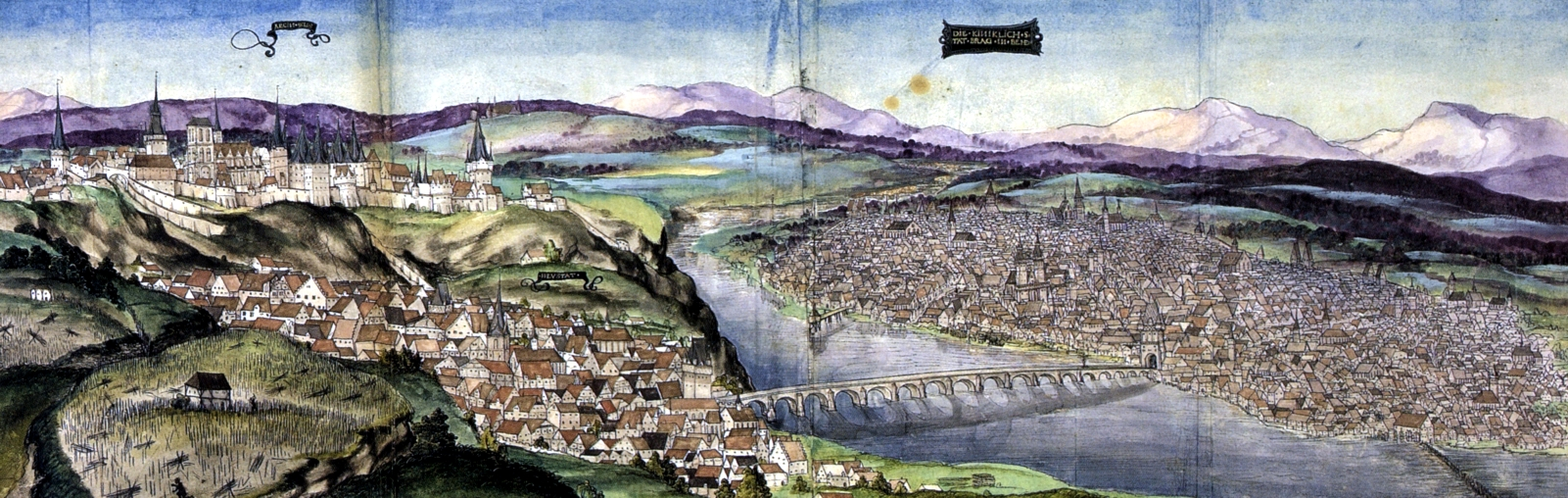
Prag mit Hradschin (links), Karlsbrücke, auf dem jenseitigen Ufer die Altstadt mit Teynkirche

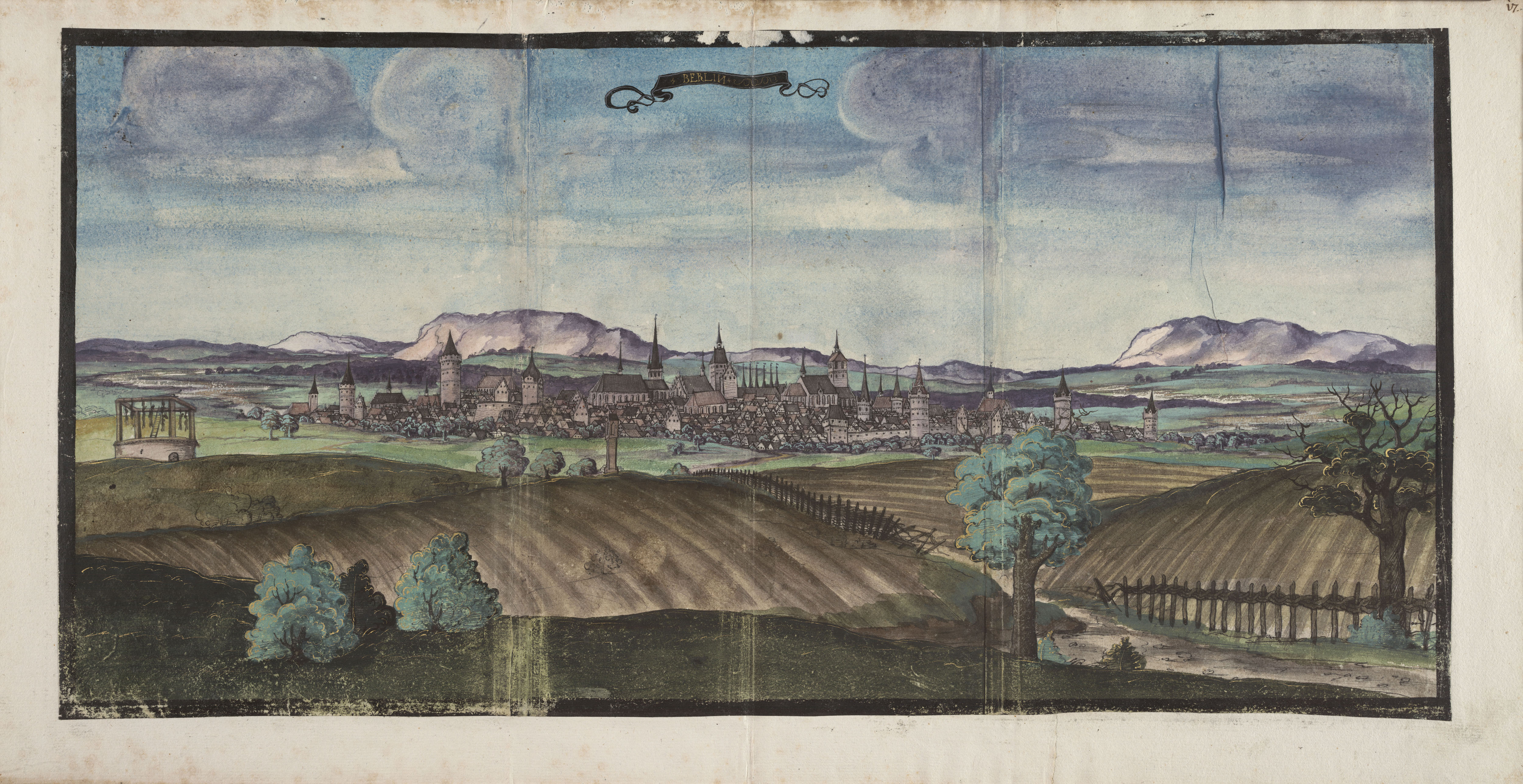
Berlin, Ansicht von Nordosten mit folgenden markanten Kirchtürmen (von links nach rechts): St. Nikolai, St. Petri, St. Marien und der Kirche des Heilig-Geist-Hospitals

Das Reisealbum des Pfalzgrafen Ottheinrich ist eine Sammlung von Stadtansichten des 16. Jahrhunderts. Sie zeigen das durch die Renaissance geweckte Interesse an einer realistischen Darstellung. Für Frankfurt an der Oder, Berlin, Wittenberg, Leipzig sowie zahlreiche Städte Böhmens, Bayerns und Schlesiens enthält das Album die früheste Stadtansicht überhaupt. Die 50 Blätter sind 30 cm hoch und 40 bis 86 cm breit. Dargestellt sind 70 verschiedene Orte. Das Album gehört zu den Beständen des 1803 säkularisierten Klosters Ebrach in der Universitätsbibliothek Würzburg (Signatur: Delin. VI).
Ein unbekannter Künstler im Gefolge Ottheinrichs von der Pfalz fertigte Skizzen zu diesen Veduten an, als der Fürst im Winter 1536/37 eine Reise nach Polen unternahm. Hoch verschuldet versuchte er, mit dieser Reise alte Schuldverschreibungen einzutreiben, was auch gelang.  Die Reisegruppe legte mitten im Winter rund 2200 km zurück: Am 27. November 1536 brachen die etwa 50 Personen von der Residenz Neuburg an der Donau auf. Am 17. Januar 1537 verließen sie Krakau, und für den 11./12. Februar 1537 ist die Reise durch Wittenberg dokumentiert. Ende Februar 1537 kam Ottheinrich mit seinem Gefolge wieder in Neuburg an. Die Wahl der Reiseroute sollte die Kosten möglichst niedrig halten. Ottheinrich reiste soweit möglich auf eigenem Territorium und wählte sein Quartier bei befreundeten oder verwandten Fürsten.
In Prag hielt sich Ottheinrich zwei Tage auf. Währenddessen hatte der Künstler Gelegenheit, die Skizzen für eine besonders detailgenaue Stadtansicht zu fertigen; dieses Blatt ermöglichte es Angelika Marsch, die ungefähre Entstehungszeit des Albums einzuschätzen. Man sieht den Hradschin mit dem 1502 fertiggestellten, beim Stadtbrand 1541 zerstörten Königspalast (erkennbar an den fünf Dachpyramiden) und dem 1538 durch Blitzschlag zerstörten Schwarzen Turm. Das Blatt war also zwischen 1502 und 1538 entstanden. Nun überprüfte Marsch, welche Bauwerke auf den Stadtansichten dargestellt, nicht dargestellt oder als Ruinen zu sehen waren, und engte dadurch den Entstehungszeitraum weiter ein. In Breslau beispielsweise hatte die Elisabethkirche die 1535 fertiggestellte Renaissancehaube, und der Turm des Domes zeigte sich noch in der gotischen Form, die er beim Brand von 1540 verlor. Die besondere Gestaltung des Neuburg-Blattes machte es wahrscheinlich, dass Neuburg der Ausgangspunkt der Reise gewesen war. Die Blätter ließen sich zu einer Rundreise anordnen, wobei Krakau der östlichste und Berlin der nördlichste Etappenort war. Die im Reisealbum dargestellten Orte liegen jeweils einen Tagesritt voneinander entfernt.
Für die Stadtansichten fertigte der Künstler an Ort und Stelle Skizzen an, die er später als  Federzeichnungen ausführte, mit Wasser- und Deckfarben kolorierte und mit Gold höhte. Marsch identifiziert ihn versuchsweise mit Mathias Gerung, der für Ottheinrich die Bibel illustrierte und Entwürfe für Bildteppiche anfertigte. Die Städte sind insgesamt realistisch dargestellt. Allerdings wurden Bauwerke vergrößert und die Distanzen werden teils vergrößert, teils gerafft. Versatzstücke wie Berge im Hintergrund, Hohlwege und Vegetation im Vordergrund hat der Künstler frei hinzugefügt. Die Etappenorte sind selten in der winterlichen Landschaft zu sehen, die sich den Reisenden 1536/37 darbot. Umso bemerkenswerter ist die Ansicht von Sandersdorf, die erste topographisch bestimmbare Winterlandschaft der Kunstgeschichte.